# La Sucursal SA
La Sucursal SA es una orquesta de salsa de Barcelona (España) formada en 2005. Ha publicado dos LP "Lo Nuestro" (2008) y "Sin Fronteras" (2011) tiene una relación muy estrecha con el público bailador,[cita requerida] y se puede escuchar su música en congresos, salas de baile y discotecas de cualquier parte del mundo,[cita requerida] además ha compartido escenario con varios de los bailarines más relevantes de la salsa actual como Adrián y Anita, Juan Matos o Mytical Mambo y con artistas como Rubén Blades, Chucho Valdés, Calle 13, Juan Luis Guerra, 